# Compétences en temps partagé
 (juin 2017).
Si vous disposez d'ouvrages ou d'articles de référence ou si vous connaissez des sites web de qualité traitant du thème abordé ici, merci de compléter l'article en donnant les références utiles à sa vérifiabilité et en les liant à la section « Notes et références ».
Pour les articles homonymes, voir CTP.
Compétences en temps partagé (CTP) : un salarié peut gérer directement ses contrats de travail avec plusieurs employeurs différents, pour lesquels il exerce à temps partiel ; on parle alors de « multisalariat ». 
Ce concept est développé au sein d'associations de type loi de 1901 françaises, qui facilitent ainsi le retour à l'emploi notamment des cadres seniors. 
Lorsqu'une association gère directement les contrats de travail du salarié, on parle alors de groupements d'employeurs.
Il existe une Fédération nationale des associations du travail en temps partagé.

## Origine du besoin
Travailler en « temps partagé », en multisalariat ou en pluriactivité, c'est, pour un salarié :
- gérer son temps différemment, acquérir de nouvelles expériences professionnelles et enrichir ses compétences ;
- détecter les projets dormants et faire émerger les 75 à 80 % du marché caché de l'emploi : en effet, sur cent offres d'emploi, seules vingt-cinq sont publiées (le « marché visible » de l'emploi) ;
- une façon de répartir ses risques en cas de licenciement ou de restructuration d'un de ses employeurs.

Pour les employeurs : l'emploi de collaborateurs en temps partagé permet aux décideurs de disposer des bonnes compétences aux bons moments pour gagner en réactivité et compétitivité.

## L'entreprise de travail à temps partagé
L'ETTP a été créée par la loi nº 2005-882 du 2 août 2005 (art. 22, Journal officiel du 3 août 2005). Fonctionnant sur le modèle des entreprises de travail temporaire, elle permet d'offrir un contrat de travail unique pour plusieurs missions différentes. Elle permet également de sécuriser la pratique du « portage salarial ».

### Article L1252-2 (Anc. art. L124-24) - Définition
Est, au sens du présent chapitre, une entreprise de travail à temps partagé toute personne physique ou morale dont l'activité exclusive consiste, nonobstant les dispositions de l'article L. 125-3, à mettre à disposition d'entreprises clientes du personnel qualifié qu'elles ne peuvent recruter elles-mêmes à raison de leur taille ou de leurs moyens.
Les salariés mis à disposition le sont pour des missions qui peuvent être à temps plein ou à temps partiel.

### Article L1252-3
Les entreprises de travail temporaire peuvent exercer l'activité d'entreprise de travail à temps partagé

### Article L124-25 - Conseils en gestion de compétences et formation
Sans remettre en cause le principe d'exclusivité affirmé par l'article L. 124-24, l'entreprise de travail à temps partagé peut apporter à ses seules entreprises clientes des conseils en matière de gestion des compétences et de la formation.

### Article L124-26 - Éléments du contrat
Un contrat est signé, pour chaque mise à disposition individuelle de salarié, entre l'entreprise de travail à temps partagé et l'entreprise cliente. Ce contrat précise le contenu et la durée estimée de la mission, la qualification professionnelle, les caractéristiques particulières du poste de travail ou des fonctions occupées, le montant de la rémunération et ses différentes composantes.
Toute clause tendant à interdire l'embauchage par l'entreprise cliente à l'issue de la mission est réputée interdite.

### Article L124-27 - Contrat de travail
Un contrat de travail est signé entre le salarié mis à disposition et l'entreprise de travail à temps partagé. Ce contrat de travail est réputé être à durée indéterminée.
Sa résiliation est effectuée selon les dispositions prévues à la section 2 du chapitre II du titre II du livre II du présent code.
Il inclut également une clause de rapatriement du salarié à la charge de la société de travail à temps partagé dans le cas où la mise à disposition s'effectue hors du territoire métropolitain. Cette clause devient caduque en cas de rupture du contrat à l'initiative du salarié.

### Article L124-28 - Égalité de traitement concernant les rémunérations
La rémunération versée au salarié mis à disposition ne peut être inférieure à celle d'un salarié de niveau de qualification identique ou équivalent occupant le même poste ou les mêmes fonctions dans l'entreprise cliente.

### Article L124-29 - Égalité de traitement concernant d'autres éléments: transports, restauration...
Les salariés liés par le contrat mentionné à l'article L. 124-26 ont accès, dans l'entreprise cliente, dans les mêmes conditions que les salariés de cette entreprise, aux moyens de transports collectifs et aux installations collectives, notamment de restauration, dont peuvent bénéficier ces salariés ; lorsque, de ce fait, des dépenses supplémentaires incombent au comité d'entreprise, celles-ci doivent lui être remboursées selon des modalités définies au contrat mentionné à l'article L. 124-26.

### Article L124-30 - Responsabilité de l'entreprise utilisatrice
Pendant toute la durée de la mise à disposition, l'entreprise utilisatrice est responsable des conditions d'exécution du contrat de travail telles qu'elles sont déterminées par celles des mesures législatives, réglementaires et conventionnelles qui sont applicables au lieu de travail.

### Article L124-31 - Capacité à exercer l'activité de travail à temps partagé
Sans préjudice de la notion d'exclusivité affirmée par les articles L. 124-1 et L. 124-24, les entreprises de travail temporaire peuvent exercer l'activité définie par le présent chapitre.

### Article L124-32 - Garantie financière obligatoire
Toute entreprise de travail à temps partagé est tenue, à tout moment, de justifier d'une garantie financière assurant, en cas de défaillance de sa part, le paiement :
- des salaires et accessoires ;
- des cotisations obligatoires dues aux organismes de sécurité sociale et aux institutions sociales.

## Liens
- Fédération Nationale des Associations du Travail en Temps Partagé

- Fiche pratique du Ministère du Travail

- Compétences en Temps Partagé Basse Normandie Travaillez autrement...

- 1er Réseau National d'Entreprises de Travail à Temps Partagé

- Syneo - Entreprise de Travail à Temps Partagé basée à Toulouse
- CTP38 Nord & sud Isère

- CTP38 Sud - Compétences en Temps Partagés Ardeche, Drome, Isere
- CTP45 - Compétences en Temps Partagé pour le Loiret
- CTP73 - SAVOIE-MONT-BLANC